# المنصور حسام الدين لاجين
الملك المنصور حسام الدين لاجين بن عبد الله المنصوري  (توفي بالقاهرة في 16 يناير 1299). حادي عشر سلاطين الدولة المملوكية. لقب بـلاجين الصغير وأبو الفتوح. نصب سلطاناً في نوفمبر عام 1296 وبقي على تخت السلطنة إلى يناير عام 1299.

## ما قبل السلطنة
كان حسام الدين لاجين مملوكاً من مماليك السلطان نور الدين علي بن أيبك وكان يعرف باسم «شقير». بعد أن نفى السلطان بيبرس البندقداري نور الدين علي إلى إمبراطورية نيقيا البيزنطية  اشتراه قلاوون الألفي  ولقبه «لاجين الصغير» لتمييزه عن مماليك آخرين كان لهم نفس الاسم (أنظر أسفل: أسماء متشابهة)، ثم اعتقه ورقاه في الخدمة ورفع من درجته فلما تسلطن ولاه نيابة دمشق. وزوجه إحدى بناته ولما تمرد الأمير سيف الدين سنقر الأشقر على السلطان قلاوون ونصب نفسه سلطاناً بدمشق قبض قلاوون على لاجين وحبسه مدة ثم عفا عنه بعد انكسار سنقر الأشقر. كان لاجين أثناء منهمكا على الخمر ويذهب إلى مجالس اللهو  فعنفه قلاوون ونهاه عن فعل ذلك.
استقر لاجين نائباً على دمشق إحدى عشرة سنة حتى عزله السلطان الأشرف خليل وقُبض عليه مع جماعة من الأمراء، كان من ضمنهم سنقر الأشقر ، وعندما حكم علية بالإعدام عفا الأشرف عنه، بشفاعة الأمير بدر الدين بيدرا المنصورى، وولاه أمرة السلاح دار كما كان قبل أن يصبح نائباً على دمشق. في عام 1293 كان لاجين من ضمن الأمراء المتهمين بالتآمر مع الأمير بيدرا على اغتيال السلطان الأشرف وأضطر إلى الهرب مع الأمير قرا سنقر والاختفاء ثم ظهر في القاهرة بعد تنصيب الناصر محمد سلطاناً على البلاد خلفاً لأخيه الذي أُغتيل فشفع فيه الأمير زين الدين كتبغا ، نائب السلطنة ومدبر الدولة، لدى الناصر مما أدى إلى نشوب تمرد قام به مماليك الأشرف خليل (المماليك الأشرفية خليل) فنصح كتبغا بعزل السلطان الناصر محمد والاستيلاء على تخت السلطنة قبل أن ينتقم منهما مماليك الأشرف أو السلطان الناصر ذاته بعد أن يكبر. في عام 1295 بعد أن أخذ كتبغا بنصيحة لاجين وقام بعزل السلطان الناصر ونصب نفسه سلطاناً عين لاجين نائباً للسلطنة.

## السلطنة

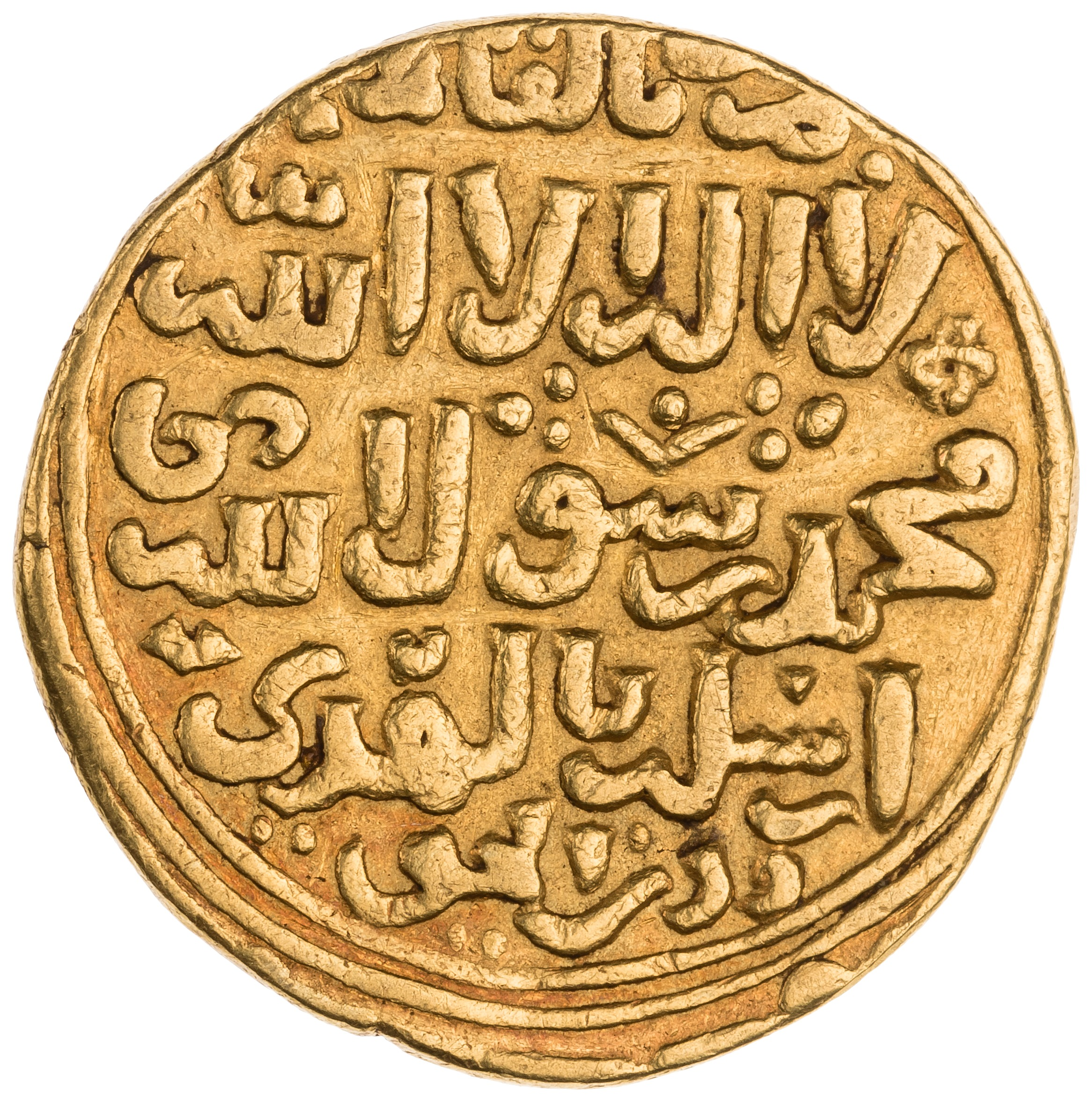
مسكوكة ذهبية تعود لِعصر السلطان لاجين.

في عام 1297 إتفق كبار الأمراء، وعلى رأسهم لاجين، على الإطاحة بالسلطان كتبغا فذهبوا إليه وهو في طريق عودته من الشام إلى مصر وهاجموا دهليزه فأفلت منهم وفر إلى دمشق ولجأ إلى قلعتها فقام الأمراء بتنصيب حسام الدين لاجين سلطاناً على البلاد في دمشق، بشرط ألا ينفرد برأى دونهم، وألا يقدم مماليكه أو يخول مملوكه منكوتمر عليهم ، ولقبوه بالملك المنصور  وقد كان لاجين يحب مملوكه منكوتمر حباً جماً وله عنده مكانة متمكنة من قلبه. إضطر كتبغا إلى الاستسلام والتنحى عن تخت السلطنة قائلاً: «السلطان الملك المنصور خشداشى، وأنا في خدمته وطاعته، وأنا أكون في بعض القاعات بالقلعة إلى أن يكاتب السلطان ويرد جوابه بما يقتضيه في أمرى»  فعينه لاجين نائبا على قلعة صرخد (صلخد اليوم) وصرح من جانبه بأنه ليس سوى نائباً للسلطان الناصر محمد حتى يكبر ويقدر على الحكم ثم أبعد الناصر إلى الكرك قائلاً له: «لو علمت أنهم يخلوك سلطاناً والله تركت الملك لك، لكنهم لا يخلونه لك. أنا مملوكك ومملوك والدك، أحفظ لك الملك، وأنت الآن تروح إلى الكرك إلى أن تترعرع وترتجل (أي تصبح رجلاً) وتتخرج وتجرب الأمور وتعود إلى ملكك» واشترط لاجين على الناصر أن يوليه دمشق عند عودته واشترط الناصر عليه أن لا يقتله فحلف كل منهما للآخر وغادر الناصر مصر إلى الكرك.
أقام لاجين الأمير شمس الدين قرا سنقر المنصوري نائباً للسلطنة والأمير سيف الدين سلار أستاداراً ومنح مملوكه منكوتمر الإمارة فصار أميراً وأفرج عن بعض الأمراء والمماليك وجعلهم من أمراءه، وكان من ضمنهم الأمير بيبرس الجاشنكير الذي كان كتبغا قد حبسه، وخلع وأنعم عليهم. وقام لاجين بتعمير الجامع الطولونى الذي كان مهجوراً والذي كان أحد مخابئه وقت فراره، كما سمح لاجين - بشفاعة زوجته التي كانت إحدى بنات السلطان الراحل بيبرس البندقدارى - بعودة زوجة السلطان بيبرس وابنه الملك مسعود خضر وحرمه من منفاهم في القسطنطينية ومعهم جثمان السلطان سُلامش لدفنه في مصر، وقد إستقبلهم لاجين استقبالا حارا وبالغ في إكرامهم.
كان لاجين محبوبا لدى العامة والأمراء وقد تفائل به الناس لانخفاض الأسعار يوم وصوله سلطاناً إلى القاهرة، وأكثروا من الدعاء له لإتخاذه قرارت عادلة مثل منع الوزير من الظلم وأخذ المواريث بغير حق حفاظاً على أموال اليتامى، وجلوسه بدار العدل يومين في الإسبوع لسماع شكوى المتظلمين وتصدقه على الفقراء ومحبته للناس وتقربه إلى عامة الشعب، واقتصاده هو وخواصه في الملبس. بعد تسلطن لاجين تبدلت شخصيته فامتنع عن الخمر وأقبل على العبادة والصيام والتصدق سراً.

## مَنكوتُمُر
على الرغم من حبه للعدل وحب الناس له، فقد ارتكب لاجين بضعة أخطاء لم تؤد إلى سقوطه فحسب بل وإلى هلاكه. كان أولها قبضه على نائب السلطنة قرا سنقر وغيره من الأمراء وتنصيب مملوكه مَنكوتُمُر مكانه على غير رغبة الأمراء الذين كان قد حلف لهم قبل أن ينصبوه سلطاناً بأنه لن يخول مملوكه مَنكوتُمُر عليهم. ثم أقدم لاجين إلى ما هو أبعد وأخطر من ذلك حين استشار الأمير بيسرى  في جعل مَنكوتُمُر ولياً للعهد وإقران اسمه باسمه في الخطبة والسكة فغضب الأمير بيسرى وقال له: «مَنكوتُمُر لا يجئ منه جندى، وقد أمرته وجعلته نائب السلطنة، ومشيت الأمراء والجيوش في خدمته فامتثلوه رضاء لك، مع ما تقدم من حلفك ألا تقدم مماليكك على الأمراء ولا تمكنهم منهم فما قنعت بهذا حتى تريد أن تجعله سلطاناً، وهذا لا يوافقك أحد عليه». ولحب لاجين لمَنكوتُمُر أخبره بما ذكره الأمير بيسرى فعاداه وراح يدبر عليه وعلى الأمراء، ويغرى لاجين به وبهم. وانتهى أمر الأمير بيسرى بقبض السلطان عليه وعلى مماليكه وبعض الأمراء وسلبه ممتلكاته ثم اعتقاله بإحدى قاعات القلعة حيث مات. تبع اعتقال الأمير بيسرى وفاة خمسة أمراء خلال عشرة أيام فإتُهم السلطان لاجين بانه قد سمهم وراحت الأمور تزداد تعقيداً وتأخذ منعطفاً خطيراً بين لاجين والامراء الذين تغيرت نفوسهم نحوه ونفرت قلوبهم منه. ثم قام لاجين بالقبض على جماعة من الأمراء وعلى كل من راح يحذره من مغبة انصياعة لمَنكوتُمُر.

## غزوة مملكة قليقية
كانت مملكة قليقية Cilicia (مملكة أرمينية الصغري) من ألد أعداء الدولة المملوكية، شاركت في الحروب الصليبية ضد المسلمين وتحالفت مع المغول عليهم وكان لها قوات شاركت في صف المغول في معركة عين جالوت. وقد أصبحت تلك المملكة الصليبية بعد هزيمة المغول، التي أدت إلى نقص قدرتهم على حمايتها، هدفاً للماليك يغيرون عليها من حين لآخر منذ عهد السلطان الظاهر بيبرس.
وردت الأنباء إلى القاهرة من حلب بانشغال مغول فارس (إلخانات) في خلافات وقلاقل داخلية فأتفق الرأى على مهاجمة مملكة قليقية والاستيلاء على عاصمتها سيس،  فسير السلطان لاجين إلى قليقية جيشاً قوامه عشرة آلاف فارس يقوده الأمير بدر الدين بكتاش وكتب لنائبه في الشام بتجريد أمراء دمشق وصفد وطرابلس. ولما علم متملك سيس بذلك طلب من لاجين العدول عن خطته رحمة ببلاده. فلم يجبه السلطان لاجين وأرسل قوات إضافية بقيادة الأمير سنجر الداودارى.
وصل الجيش إلى حلب فأختلف الأمير سنجر مع الأمير بكتاش حول طريقة الهجوم، فكان من رأى سنجر أن يقود هو الجيش وأن يكتفى بالإغارة على الأرمن فقط دون إقامة حصار أو منازلة قلاعهم فوافقه بكتاش وقامت القوات بالإغارة على أذنة فقتلت اعداد من الأرمن وأستولت على الماشية. ثم أرسل بكتاش إلى السلطان لاجين يُعلمه بأن سنجر الداودارى قد تسلم القيادة ومنع إقامة حصار، فأمر لاجين بأن تكون القوات كلها تحت قيادة بكتاش وان لا تعود إلا بعد أن تستولى على تل حمدون. ولما وصل بكتاش إلى تل حمدون وجدها خالية من سكانها فاستولى عليها ثم توجه إلى نجيمة (حموص ). بعد أن علم بأن الأرمن قد نزحوا إلى وادى تحت قلعتها. وجاء البريد بمكتوب من لاجين يأمر بمنازلة قلعة نجيمة إلى أن يتم الاستيلاء عليها، فقام بكتاش بمحاصرتها. إلا أن الأمير سنجر اختلف مرة أخرى مع الأمير بكتاش حول إسلوب الهجوم على القلعة، فكان من رأى سنجر أن لا تتم الإغارة عليها مرة واحدة بكل القوات ولكن بتسيير قوات صغيرة إليها يومياً. فتسلم سنجر القيادة وفي أول هجوم قاده جرحت قدمه فعاد إلى حلب.
استمر حصار قلعة نجيمة أحداً وأربعين يوماً تمكنت القوات خلالها من قتل وسبى الكثير من الأرمن إلى أن استسلمت الجنود الأرمنية التي كانت متواجدة في القلعة، وسقط الحصن في أيدى المسلمين ومعه أحد عشر حصناً أرمينياً من ضمنها مرعش. وعين الأمير بكتاش الأمير سيف الدين أسندمر كرجى نائباً عليها وعاد بقواته إلى حلب منتصراً وأرسل متملك سيس إلى السلطان لاجين مرة آخرى يستعطفه ويسترحمه. وقد كان الأمير المؤرخ أبو الفداء من ضمن من شاركوا في غزوة قليقية.

## الروك الحسامى
في عام 1297 قرر السلطان لاجين إجراء روكاً  عرف باسم الروك الحسامى  نسبة إلى اسمه. والروك هو مسح للأراضى الزراعية في البلاد لتقدير الخراج المستحق عليها لبيت المال وكان يتم خلال الروك إعادة توزيع الإقطاعات على السلطان والأمراء والمماليك والأجناد.
استغرق عمل الروك نحو ثمانية أشهر  وخرج نائب السلطنة منكوتمر منه بإقطاع عظيم شمل مدينة إدفو وحرجة قوص وغيرها، أضيفت إلى ممتلكاته في مصر (كان يملك سبعة وعشرون معصرة لقصب السكر) وضياعه وعقاراته في الشام. وخرج السلطان لاجين بالأسكندرية ودمياط وبعض مدن وكفور الصعيد. أما الأمراء والأجناد فقد قلل الروك من إقطاعاتهم مما أثار اعتراضهم فلما أراد لاجين إرضائهم بإزادتها نصحه منكوتمر بعدم فعل ذلك بحجة أنه «إذا فتح باب الزيادة تعب». فلم تتم الزيادة مما أغضب الأجناد وجعل بعضهم يرمون بمثالاتهم ويقولون: «إنا لم نعتد بمثل هذا، فإما أن تعطونا ما يقوم بكفايتنا، وإلا فخذوا أخبازكم، وإما نخدم الأمراء أو نبقى بطالين»، فأمر منكوتمر بضربهم وسجنهم وأغضب الأمراء الذين زاد حنقهم عليه، فكان الروك الحسامى وتدخل منكوتمر فيه سبباً من أسباب زوال سلطنة حسام الدين لاجين.

## زوال سلطنة لاجين
قوى أمر منكوتمر، وتحكم تحكمة الملوك في جميع أمور الدولة. ومع إنه كان رجلا عفيفاً بعيداً عن اللهو وسلاطة اللسان الا انه كان رجلا جاداً عابسأً عظيم الكبر محتقراً للأمراء. وقد إتبع منكوتمر إسلوب إبعاد الأمراء عن طريقه. خطط منكوتمر لجعل السلطان لاجين يبعد أمراء مصر إلى الشام، ونقل أمراء الشام إلى مصر وطلب من السلطان لاجين إرسال الأمير كرجى مقدم المماليك البرجية نائباً على القلاع التي فتحت في أراضى قليقية لإبعاده عن مصر، ولكن الأمير كرجى رفض مما أغضب منكوتمر منه. وتنبه الأمراء لهذا المخطط وراحوا يفكرون في القضاء عليه ولأنهم كانوا يدركون حب لاجين له وحمايته له فقد قرروا التخلص منهما في آن واحد.
في يوم الخميس العاشر من ربيع الآخر من سنة 698 هـ (1299 م) وبينما لاجين يلعب الشطرنج في إحدى قاعات قلعة الجبل حيث جلس مع خواصة، دخل الأمير كرجى متآمراً مع الأمير سيف الدين الكرمنى السلاح دار الذي كان في نوبته بالقلعة وتحدث مع لاجين ثم ضربه بالسيف فسقط على الأرض لتأخذه السيوف من كل جانب.
وقع الصوت في قلعة الجبل بمقتل السلطان لاجين وانتقل النبأ إلى خارج القلعة فلم يشعر منكوتمر وهو بدار النيابة إلا بالصرخة قد قامت وتجمُع الأمراء والضجيج فأدرك أن السلطان لاجين قد قتل، فأغلق الأبواب وجهز مماليكه للقتال، إلا أن الحسام استادار جاءه وعرفه من تحت الشباك بقتل السلطان، وتلطف به حتى خرج إليه وصحبه إلى باب القلة فقام الأمير طغجى بحبسه في الجب ولما وصل الأمير كرجى وعرف بحبس منكوتمر قال: «إيش عمل بى السلطان حتى قتلته؟ والله لقد أحسن إلى وكبرنى وأنشأنى، ولو علمت أنى إذا قتلت منكوتمر يبقينى بعده والله ما قتلته. وما أحوجنى أقتله إلا ما كان يقع من منكوتمر» ثم أُخرج مونكتمر من الجب فقتله الأمير كرجى ونُهبت داره.
أقام حسام الدين لاجين على تخت السلطنة نحو سنتين وشهرين وقُتل وهو في نحو الخمسين من عمره وكان رجلا جميل العشرة متقشف وقليل الأذى أزاح الكثير من المظالم ولم يعب بشئ سوى انقياده لمملوكه ونائب سلطنته مونكتمر.
بعد وفاة لاجين وقعت فتنة في البلاد وصراعات بين الأمراء، انتهت بمقتل الأميرين كرجى وطغجى واستدعاء الملك الناصر محمد من الكرك لاستلام عرش البلاد والجلوس على تخت السلطنة للمرة الثانية.

## نقود حسام الدين لاجين
لأول مرة في تاريخ نقود المماليك ظهرت على نقوده عبارة: «خلد الله سلطانه».
لم ينقش على نقود لاجين سوى أسماءه وألقابه كالتالى: «السلطان الملك المنصور حسام الدنيا والدين أبو الفتوح المنصور»، «السلطان الملك المنصور ناصر الملة المحمدية حسام الدنيا والدين».
مصطلحات مملوكية وردت في المقال:
- أستادار: رئيس الخدم السلطانى. رئيس القصر.
- خشداش: مفرد خشداشية وهم مماليك ينتمون إلى نفس السلطان أو الأمير.
- الدهليز السلطانى: خيمة السلطان التي كان يقيم فيها وقت أسفاره وحروبه.
- نائب السلطنة: نائب السلطان وكان من ألقابه «كافل الممالك الشريفة الإسلامية الأمير الأمرى» مما يوضح سمو منصبه.
- نائب: أمير ينصبه السلطان نائبا عنه في مدينة أو منطقة. كنائب الكرك أو نائب الشوبك. وهو ليس نائب السلطنة الذي كان يقيم بالقاهرة.
- دار النيابة: مكان عمل ومكاتب نائب السلطان.
- إقطاع: منطقة أو أرض زراعية يتحصل صاحبها على ريعها.
- السلاح دار: حامل سلاح السلطان وهو الذي يناول السلطان سلاحه أو الأمير الذي كان يتولى أمر مخازن السلاح.

أسماء متشابهة:
بعض الأمراء كانوا يحملون اسم حسام الدين لاجين:
- حسام الدين لاجين الأستادار وهو حسام الدين لاجين الرومي ولقب بـ الحسام لاجين أستادار - قتل في معركة شقحب (702هـ / 1303م).
- حسام الدين لاجين الأيدمري، وكان يعرف بلقب «الدرفيل». كان دوادار السلطان الظاهر بيبرس.
- حسام الدين لاجين العزيزي الجوكندار.
- حسام الدين لاجين العمري وهو حسام الدين لاجين زيرباج الجاشنكير ولقب بـ زيرباج الجاشنكي.
- حسام الدين لاجين العنتابي.